# Elecciones al Parlamento Tibetano en el Exilio de 1996
Las elecciones parlamentarias del gobierno tibetano en el exilio de 1996 se llevaron a cabo en 25 de abril de 1996 organizadas por la Comisión Electoral Tibetana, permitiendo a los exiliados tibetanos elegir a 43 diputados del Parlamento Tibetano en el Exilio representando a las tres regiones históricas del Tíbet, de las cuatro escuelas tradicionales del budismo tibetano y del chamanismo autóctono Bön y de representantes del exilio en Europa y América. Además, tres diputados; Yeshe Tseten, Tharlam Dolma y Thupten Lungrig fueron designados por el Dalái lama. Samdhong Rinpoche y Thupten Lungrig fueron elegidos presidente y vicepresidente del Parlamento respectivamente.

## Resultados
| Nombre           | Miembro                           | Representación              |
| ---------------- | --------------------------------- | --------------------------- |
| 1 Lugar          | Samdhong Rinpoché                 | Kham                        |
| 2 Vicepresidente | Thupten Lungrig                   |                             |
| 3                | Tsering Phuntsok                  | Nyingma                     |
| 4                | Bhutuk Gyari                      | Nyingma                     |
| 5                | Karma Sherab Tharchin             | Kagyu                       |
| 6                | Lodoe Tharchen                    | Kagyu                       |
| 7                | Pema Jungney                      | Sakya                       |
| 8                | Guru Gyaltsen                     | Sakya                       |
| 9                | Yonten Phuntsok                   | Gelug                       |
| 10               | Tashi Gyatlsen                    | Gelug                       |
| 11               | Jadhur Sangpo                     | Bön                         |
| 12               | Thokme                            | Bön                         |
| 13               | Ngawang Lhamo                     | Ü-Tsang                     |
| 14               | Tsering Norzom                    | Ü-Tsang                     |
| 15               | Namgyal Wangdu                    | Ü-Tsang                     |
| 16               | Dawa Tsering                      | Ü-Tsang                     |
| 17               | Dongsur Ngawang Tenpa             | Ü-Tsang                     |
| 18               | Karma Chophel                     | Ü-Tsang                     |
| 19               | Norbu Dhargye                     | Ü-Tsang                     |
| 20               | Pema Tsewang                      | Ü-Tsang                     |
| 21               | Thangsar Yonten Gyatso            | Ü-Tsang                     |
| 22               | Lobsang Shastri                   | Ü-Tsang                     |
| 23               | Sonam Togyal                      | Kham                        |
| 24               | Tsultrim Tenzin                   | Kham                        |
| 25               | Andrug Choegkyi (Tamdin Choegkyi) | Kham                        |
| 26               | Dolma Gyari                       | Kham                        |
| 27               | Lobsang Nyandak                   | Kham                        |
| 28               | Nyisang                           | Kham                        |
| 29               | Pema Dolma                        | Kham                        |
| 30               | Pema Choejor                      | Kham                        |
| 31               | Chemi Youndon                     | Kham                        |
| 32               | Tenzin Choedon                    | Amdo                        |
| 33               | Soepa Gyatso                      | Amdo                        |
| 34               | Tsezin Khedup                     | Amdo                        |
| 35               | Kirti Dolkar Lhamo                | Amdo                        |
| 36               | Penpa Tsering                     | Amdo                        |
| 37               | Hortsang Jigme                    | Amdo                        |
| 38               | Thupten Woser                     | Amdo                        |
| 39               | Tsering Dolma                     | Amdo                        |
| 40               | Kalden                            | Amdo                        |
| 41               | Dhugkar Tsering                   | Amdo                        |
| 42               | Zatul Rinpoché                    | Europa                      |
| 43               | Dewatsang Thinley Chodon          | Europa                      |
| 44               | Wangchuk Dorjee                   | América                     |
| 45               | Yeshe Tseten                      | Designado por el dalái lama |
| 46               | Tharlam Dolma                     | Designado por el dalái lama |